# Trachythyone macphersonae
Trachythyone macphersonae is een zeekomkommer uit de familie Cucumariidae.
De wetenschappelijke naam van de soort werd in 1962 gepubliceerd door David Pawson.